# Struttura iperfine

Schema della struttura fine e iperfine negli stati associati alla linea Lyman-alfa dell'idrogeno.

In fisica atomica, l'interazione iperfine è la debole interazione magnetica e quadrupolare tra gli elettroni e il nucleo dell'atomo. Questa interazione è causa della separazione dei livelli energetici atomici o molecolari in sotto-livelli, che formano la cosiddetta struttura iperfine dello spettro atomico o molecolare.
La struttura iperfine fu osservata già da Michelson nel 1881 e fu spiegata teoricamente da Wolfgang Pauli nel 1924.

## Teoria
In prima approssimazione i livelli energetici dell’atomo sono determinati dall’interazione elettrostatica fra gli elettroni e il nucleo, trattato come carica puntiforme. In seconda approssimazione si considera anche l’interazione spin-orbita dell’elettrone, che dà luogo alla struttura fine dello spettro atomico, cioè alla separazione dei livelli energetici con uno stesso momento angolare orbitale {\displaystyle L} e diverso momento angolare elettronico totale {\displaystyle J}, supposto che questi siano buoni numeri quantici, cioè che valga l’approssimazione di Russell-Saunders.
A un livello ulteriore di approssimazione, tuttavia, è necessario considerare anche l’interazione degli elettroni con i momenti di multipolo nucleare più elevati, che dà luogo ad un’altra separazione dei livelli energetici, generalmente più piccola della separazione fine, e quindi detta "iperfine". Nel seguito si considera qui solo l’interazione col dipolo magnetico nucleare e col quadrupolo elettrico del nucleo; quella coi termini superiori di multipolo nucleare è trascurabile.
Qui si considera inoltre solo il caso in cui la separazione iperfine sia effettivamente piccola di fronte a quella fine e quindi {\displaystyle J} possa continuare ad essere un buon numero quantico. Questo caso, comunque, è significativo perché prevalente negli atomi idrogenoidi; una trattazione più generale si può trovare nella bibliografia. Anche nelle molecole si può avere struttura iperfine, attraverso lo stesso meccanismo che c’è negli atomi, considerandola nucleo per nucleo; il caso tuttavia è reso più complesso dalla possibile interazione fra i dipoli magnetici dei vari nuclei. 
Se lo spin nucleare {\displaystyle I} è non nullo, al nucleo è associato un momento magnetico {\displaystyle {\vec {\mu _{I}}}=-g_{I}\mu _{B}{\vec {I}}} (dove {\displaystyle \mu _{B}} è il magnetone di Bohr e {\displaystyle g_{I}} è il fattore giromagnetico nucleare, definito in analogia con il fattore giromagnetico elettronico) che interagisce con l’induzione magnetica {\displaystyle {\vec {B}}} generata dagli elettroni. Il quadrupolo nucleare (che sussiste solo quando {\displaystyle I\geq 1}) interagisce invece col gradiente di campo elettrico associato alla distribuzione orbitale elettronica, e quindi quando {\displaystyle J\geq 1}. 
Il momento angolare atomico totale diventa {\displaystyle {\vec {F}}={\vec {J}}+{\vec {I}}} e quindi ad ogni autostato di {\displaystyle J} corrisponde un multipletto contenente i valori di {\displaystyle F} compresi fra {\displaystyle |J-I|} e {\displaystyle J+I}. L’energia associata allo stato con un particolare valore di {\displaystyle F} differisce da quella dello stato che si avrebbe in assenza di spin nucleare per 
{\displaystyle \Delta E_{F}=hAK+hB{\frac {3K(2K+1)-2I(I+1)J(J+1)}{4I(2I-1)J(2J-1)}}}
dove {\displaystyle h} è la costante di Planck, {\displaystyle K} è il numero quantico associato all’osservabile {\displaystyle {\vec {J}}\cdot {\vec {I}}}: 
{\displaystyle K={\tfrac {1}{2}}[F(F+1)-I(I+1)-J(J+1)]}
e {\displaystyle A} e {\displaystyle B} sono costanti (che hanno le dimensioni di una frequenza) che rendono rispettivamente conto dell’interazione magnetica e di quella quadrupolare, e naturalmente dipendono dalla specie atomica (isotopo) e dallo stato elettronico considerati. Ovviamente {\displaystyle B} è nulla se {\displaystyle I<1} oppure {\displaystyle J<1} perché in tal caso non c'è interazione quadrupolare.
Il calcolo di queste ultime costanti, pur avendo un’espressione analitica conosciuta, è piuttosto complesso al di fuori dell’atomo di idrogeno, ma possono essere determinate sperimentalmente. Valori tipici dell’ordine di grandezza per {\displaystyle A} sono tra 1 MHz a 1 GHz, per {\displaystyle B} tra 100 kHz e 10 MHz.

## Misure
La piccola separazione fra i livelli iperfini fa sì che la distanza fra le corrispondenti righe spettrali per transizione fra stati elettronici sia spesso inferiore alla larghezza delle righe stesse, per cui con le tradizionali tecniche di spettroscopia ottica sia difficile isolare le componenti iperfini e determinare accuratamente le costanti {\displaystyle A} e {\displaystyle B}. 
Risultati migliori si ottengono illuminando un fascio atomico (per ridurre l’effetto Doppler) con un laser sintonizzabile (per ridurre la larghezza della riga di analisi). Numerose altre tecniche ottiche sono state utilizzate aggirando il problema della larghezza di riga ad esempio ricercando le condizioni in cui due livelli si incrociano in presenza di campo magnetico.
Tuttavia di gran lunga più accurate sono le tecniche che misurano direttamente la differenza di energia (cioè la frequenza di transizione) tra due sotto-livelli iperfini nello stesso stato elettronico, mediante transizioni a radiofrequenza qualora sia possibile, con diverse tecniche, ottenere una differenza di popolazione fra i due sotto-livelli. L’accuratezza di queste misure ha reso possibile la realizzazione degli orologi atomici di maggiore precisione.
La transizione fra gli stati iperfini con {\displaystyle F=3} e {\displaystyle F=4} nello stato fondamentale 6S1/2 del Cs133(che ha spin nucleare {\displaystyle {\tfrac {7}{2}}}) è stata scelta, per la possibilità di determinarla con estrema precisione, come costante fondamentale per la definizione del secondo nel Sistema internazionale di unità di misura. Ad essa corrisponde una frequenza di transizione esattamente pari a 9 192 631 770 Hz.